# 下條阿童木
下條阿童木（日语：下條 アトム，1946年11月26日—2025年1月29日），日本演員、配音員（口述員），出生於東京都。演員下條正巳的長子。他的首次出演了作品是NHK電視台「晨間小說連續劇」的《信子和老婆婆》。

## 主要作品

### 電影
- 八墓村
- 八甲田山
- 兄妹

### 電視劇
- 信子和老婆婆
- 砂之器
- 青出於藍（藍より青く）
- 櫻桃小丸子（秀爺）

### 配音
艾迪·墨菲主演的許多電影的配音工作。